# Sauber C34
Sauber C34 byl závodní vůz Formule 1, se kterým Sauber soutěžil v sezóně 2015. Vůz C34 řídili Marcus Ericsson a Felipe Nasr.

## Shrnutí sezóny

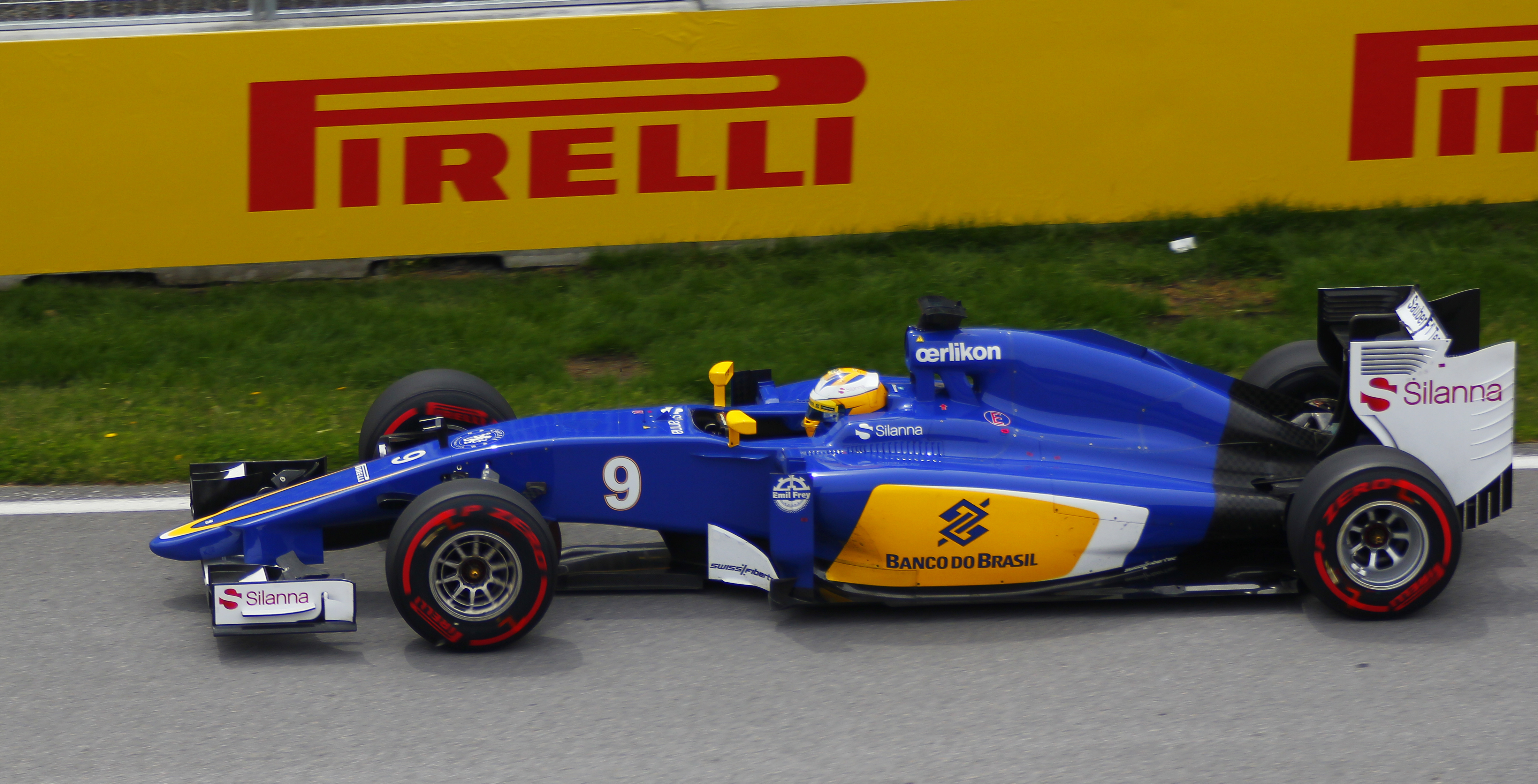
Marcus Ericsson při Grand Prix Kanady 2015.

Vůz byl představen online 30. ledna 2015 na webových stránkách týmu a ukázalo se, že jde o obrovské zlepšení oproti vozu C33. V úvodním závodě sezóny, v Austrálii, se jezdci kvalifikovali na 11. a 16. místě, nováček Felipe Nasr před svým týmovým kolegou Marcusem Ericssonem. V závodě skončili na 5. a 8. místě. Oba znovu bodovali ve třetím závodě sezóny, v Číně, kdy Nasr skončil na 8. místě a Ericsson na 10. místě. Následně se zdálo, že konkurenceschopnost vozu klesala, a to většinou kvůli finančním problémům týmu. Pro Grand Prix Singapuru představil Sauber nový aerodynamický balíček.

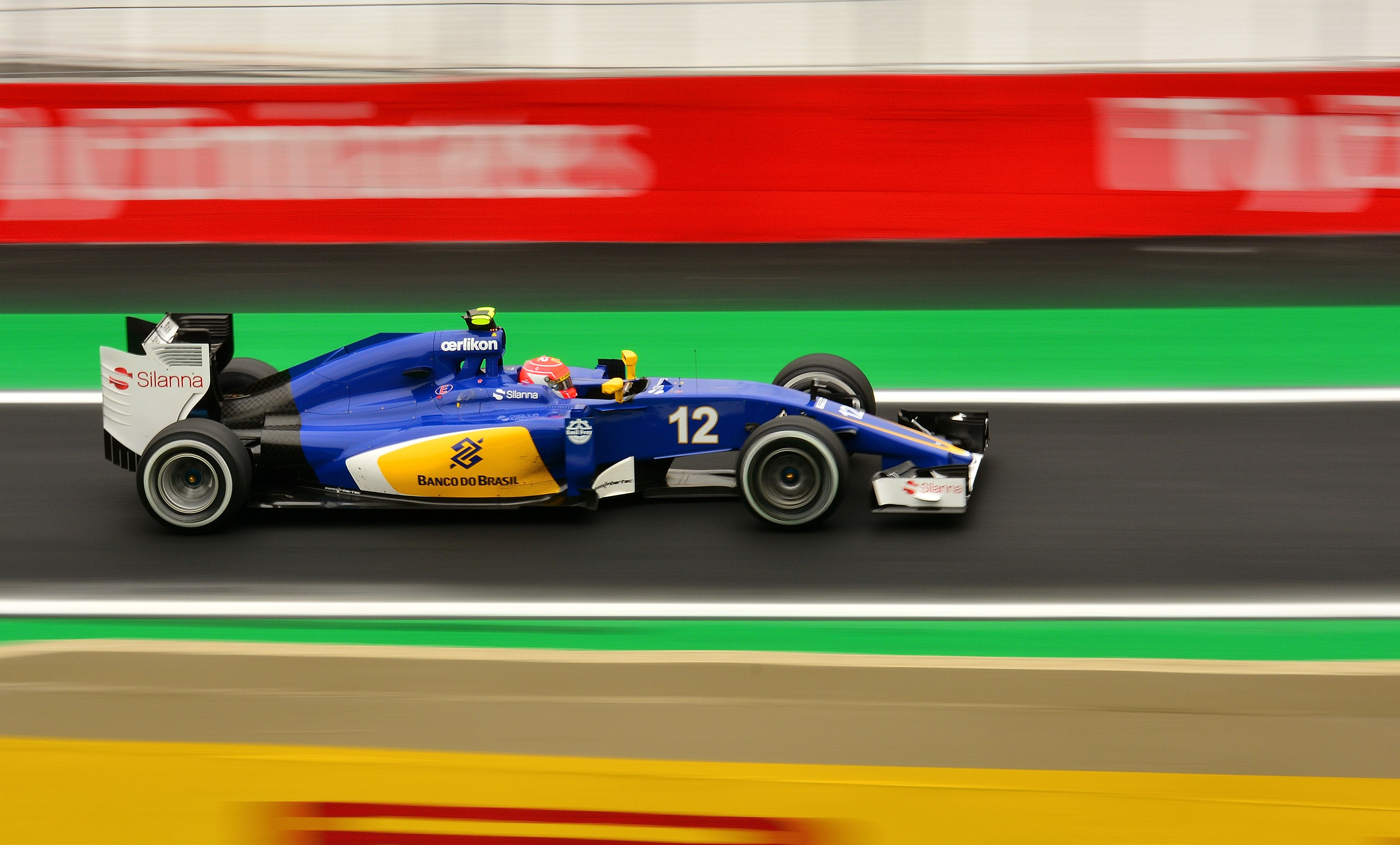
Felipe Nasr s vozem C34 ve svém domácím závodě v Brazílii.

Největší rozdíl byl v kratší přídi, tvarově dost podobné vozům Williams, Red Bull a McLaren. Vůz také ukázal nové přední a zadní křídlo a štíhlejší karoserii. Díky těmto vylepšením a vysoké míře odstoupení soupeřů dokázal Nasr skončit desátý. V posledních šesti závodech dokázal Sauber nasbírat 10 bodů za 6. a 9. místo, přičemž na oba výsledky dosáhl Nasr. Sauber skončil na 8. místě v šampionátu konstruktérů s 36 body.

## Kompletní výsledky ve Formuli 1
| Legenda k tabulce | Legenda k tabulce                                                                       |
| Barva             | Výsledek                                                                                |
| ----------------- | --------------------------------------------------------------------------------------- |
| Zlatá             | Vítěz                                                                                   |
| Stříbrná          | 2. místo                                                                                |
| Bronzová          | 3. místo                                                                                |
| Zelená            | Bodované umístění                                                                       |
| Modrá             | Nebodované umístění                                                                     |
| Modrá             | Dokončil neklasifikován (NC)                                                            |
| Fialová           | Odstoupil (Ret)                                                                         |
| Červená           | Nekvalifikoval se (DNQ)                                                                 |
| Červená           | Nepředkvalifikoval se (DNPQ)                                                            |
| Černá             | Diskvalifikován (DSQ)                                                                   |
| Bílá              | Nestartoval (DNS)                                                                       |
| Bílá              | Závod zrušen (C)                                                                        |
| Světle modrá      | Pouze trénoval (PO)                                                                     |
| Světle modrá      | Páteční testovací jezdec (TD)                                                           |
| Bez barvy         | Netrénoval (DNP)                                                                        |
| Bez barvy         | Vyřazen (EX)                                                                            |
| Bez barvy         | Nepřijel (DNA)                                                                          |
| Bez barvy         | Odvolal účast (WD)                                                                      |
| Bez barvy         | Nezúčastnil se (prázdné)                                                                |
| Označení          | Význam                                                                                  |
| Tučnost           | Pole position                                                                           |
| Kurzíva           | Nejrychlejší kolo                                                                       |
| †                 | Jezdec nedojel do cíle, ale byl klasifikován, protože odjel více než 90 % délky závodu. |
| ‡                 | Byl udělován poloviční počet bodů, protože bylo odjeto méně než 75 % délky závodu.      |
| Horní index       | Umístění bodujících jezdců ve sprintu                                                   |

| Rok  | Tým            | Motor   | Pneumatiky | Jezdci          | 1   | 2   | 3   | 4   | 5   | 6   | 7   | 8   | 9   | 10  | 11  | 12  | 13  | 14  | 15  | 16  | 17  | 18  | 19  | Body | Umístění |
| ---- | -------------- | ------- | ---------- | --------------- | --- | --- | --- | --- | --- | --- | --- | --- | --- | --- | --- | --- | --- | --- | --- | --- | --- | --- | --- | ---- | -------- |
| 2015 | Sauber F1 Team | Ferrari | P          |                 | AUS | MAL | CHN | BHR | ESP | MON | CAN | AUT | GBR | HUN | BEL | ITA | SIN | JPN | RUS | USA | MEX | BRA | ABU | 36   | 8. místo |
| 2015 | Sauber F1 Team | Ferrari | P          | Marcus Ericsson | 8   | Ret | 10  | 14  | 14  | 13  | 14  | 13  | 11  | 10  | 10  | 9   | 11  | 14  | Ret | Ret | 12  | 16  | 14  | 36   | 8. místo |
| 2015 | Sauber F1 Team | Ferrari | P          | Felipe Nasr     | 5   | 12  | 8   | 12  | 12  | 9   | 16  | 11  | DNS | 11  | 11  | 13  | 10  | 20† | 6   | 9   | Ret | 13  | 15  | 36   | 8. místo |